# سیارک ۱۲۰۵۱
سیارک ۱۲۰۵۱ (به انگلیسی: 12051 Picha، نامگذاری:1997JO) دوازده هزار و پنجاه و یکمین سیارک کشف شده‌است که در ۲ مه ۱۹۹۷ کشف شد.
قدر مطلق سیارک برابر ۱۴٫۲۰ است.